# Pathhead
Pathhead är en ort i Storbritannien.   Den ligger i kommunen Fife och riksdelen Skottland, i den centrala delen av landet, 500 km norr om huvudstaden London. Pathhead ligger 127 meter över havet och antalet invånare är 2 000.
Terrängen runt Pathhead är huvudsakligen platt, men åt sydost är den kuperad. Runt Pathhead är det ganska tätbefolkat, med 65 invånare per kvadratkilometer. Närmaste större samhälle är Edinburgh, 16,7 km nordväst om Pathhead. Trakten runt Pathhead består till största delen av jordbruksmark.